# Nguyễn Tấn Dũng
Nguyễn Tấn Dũng (Cà Mau, 17 de novembro de 1949) é um advogado e político vietnamita, foi primeiro-ministro do Vietnã de 2006 a 2016.
Aos 12 anos, o jovem Tan Dung une-se voluntariamente ao Exército de Libertação Nacional do Vietnã na frente sul, que mais tarde faz parte do Exército Popular do Vietnã, realizando seus primeiros trabalhos em comunicações e como enfermeiro e médico. Ao finalizar a guerra se gradua como advogado.
Depois de ser deputado da Assembleia Nacional do Vietnã foi nomeado premiê em 27 de junho de 2006, depois de ser indicado por seu predecessor, Phan Van Khai, que se retirou do cargo.